# Иаков (Пилилис)
Епи́скоп Иа́ков (греч. Επίσκοπος Ιάκωβος; в миру Гео́ргиос Пили́лис, греч. Γεώργιος Πηλίλης; 10 августа 1927, Мегара — 21 июня 2018, Клируотер, Флорида) — епископ Константинопольской православной церкви, епископ Катанский (1967—2018).

## Биография
Родился 10 августа 1927 года в Магаре, в Аттике.
В 1951 году окончил богословский институт Афинского университета, где изучал богословие, философию, сравнительное религиоведение, византийскую и церковную историю. В том же году поступил в монастырь святого Мелетия, где был пострижен в монашество с именем Иаков и хиротонисан во иеродиакона.
26 апреля 1952 года состоялась его хиротония во иеромонаха.
В 1953 году был направлен в Великобританию, где обучался в Оксфордском университете. В 1959 году приехал в США, где служил на приходах в Канаде и Нью-Йорке. Будучи священником в приходе святой Варвары, учился в Фордхемском университете и Колумбийском университете в Нью-Йорке, получив в 1963 году учёные степени магистра искусств и доктора философии.
21 май 1967 года в Свято-Троицком соборе архиепископом Американским Иаковом (Кукузисом) и другими архиереями хиротонисан в титулярного епископа Катанского, викария Архиепископии Северной и Южной Америки и назначен управляющим Восьмым архиепископийским округом с центром в Хьюстоне. В 1968 году центр округа перенесён в Денвер.
В 1970 году переведён на Буэнос-Аиресское викариатство.
С 1974 года служил главой архиепископийского округа с центром в Шарлотте, штат Северная Каролина.
В 1977 году ушёл на покой, продолжив свою как научную, так богослужебную деятельность в США.
Длительное время являлся старейшим по хиротонии епископом Константинопольской православной церкви.
Скончался 21 июня 2018 года в Клируотере, во Флориде.